# Iglesia Vieja de San Bartolomé (Fontanales)

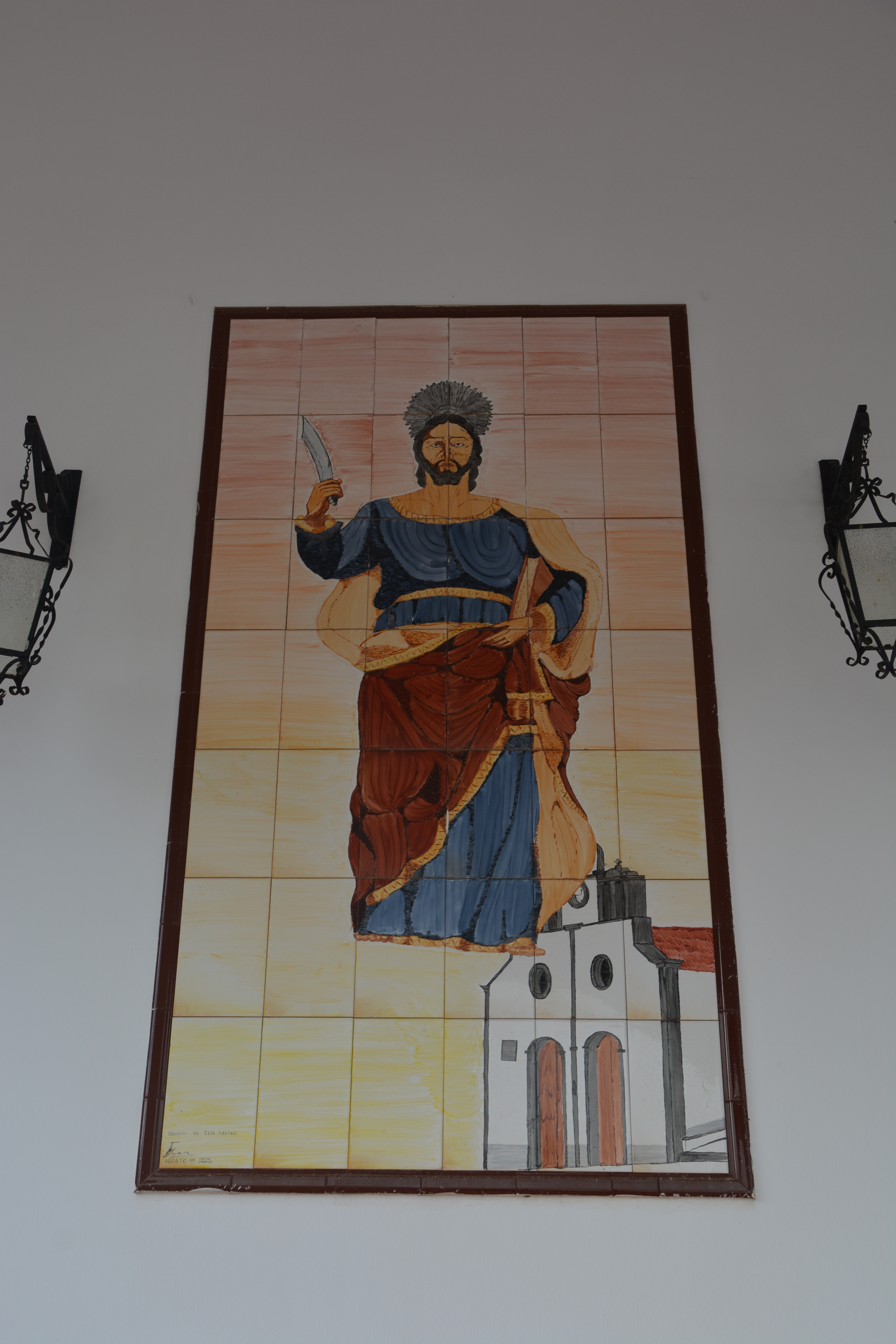
Azulejos de finales del con pintura del Santo que lo representan en su anterior ubicación, la iglesia vieja del pueblo

La iglesia vieja de San Bartolomé de Fontanales se encuentra en la localidad de Fontanales del municipio de Moya, Gran Canaria, Canarias, España. Es una construcción religiosa de principios del siglo XVII con trazas arquitectónicas sencillas y propias del medio rural canario. En ella se encontraba la imagen de San Bartolomé hecha por José Luján Pérez, gran imaginero canario.

## Cronología
El presente edificio religioso, hoy en día desacralizado por la construcción en la década de los setenta del siglo XX de una nueva iglesia, tiene su fisionomía actual desde finales del siglo XIX (1872); es más, tras de sí, encubre una larga trayectoria histórica que se remonta al siglo XVII (1632), con la construcción de la primera ermita que se situó en este pago de las medianías de Gran Canaria. Sin embargo, enseña elementos no de la primera, sino de la segunda ermita, que se remontan a la segunda mitad del siglo XVII (1673), que permanecen intactos hasta la mitad del siglo XVIII, y que son modificados en 1810 (se alarga la única nave que tenía por entonces, y se crea la sacristía), en 1846 (se hace una casa para el capellán anexa a la pared norte de la iglesia), y en 1872 (se derriba la casa, y se crea en ese espacio una nueva nave).

## Características
El edificio en su conjunto, está hecho con materiales pobres propios de un inmueble que se encuentra en el medio rural, al que era difícil acceder hasta el final del siglo XVIII. De hecho, la carretera de acceso al pueblo seguía siendo de tierra en los años 1960.
El templo se asienta sobre un macizo de roca, con el que queda firmado al suelo, como muchos de los inmuebles de las medianías. La sillería se presenta en su fachada (en las pilastras laterales, en la espadaña, y en los marcos de las puertas) y en las piedras de cada vértice. El exterior es un espejo de la división interior, pareciendo que son dos pequeñas iglesias adosadas las unas a las otras. Su interior está dividido por dos naves, que corresponderían con la zona antigua y la más reciente, separadas por una arcada de columnas dóricas de piedra. Las naves están cubierto por una techumbre lignaria propia del artesonado canario. En la zona de los altares el piso está cubierto por unos azulejos hidráulicos neogóticos. 
Entre sus pocos bienes muebles, aún conserva un retablo de principios y otro de finales del siglo XIX. La iglesia fue utilizada hasta 1974, cuando se concluye la construcción de la iglesia nueva de Fontanales y se mudan todos sus objetos de culto.
Probablemente, las puertas exteriores al ser diferentes (una es más robusta y sencilla y la otra más decorada con relieves) sean las que corresponderían con las reformas de 1810 y 1872, respectivamente. 
En su exterior existe una lápida conmemorativa en la que se expone:

Juan Mateo Trujillo y su esposa Luciana de Orduña y Godoy construyeron en el año 1635 la primera ermita del apóstol San Bartolomé de Fontanales Se colocó esta lápida conmemorativa el sábado 24 de agosto del año del señor 1991

## Hechos importantes
Este edificio presenció hechos tan importantes para la historia de Canarias como la colonización de la medianías y cumbre de la isla, así como, también, los usos históricos del mayorazgo y la capellanía. Por otro lado, en él se llevó a cabo en 1766 la comunión del insigne imaginero José Luján Pérez, el cual realizó una de sus primeras obras de su infancia imitando al santo que presidía la ermita. Parientes cercanos a él lo relatarían de la siguiente manera:

a los nueve años fue llevado Luján por su madre a la ermita de Fontanales a hacer la primera comunión [...]. Mientras su madre hablaba con el sacerdote en la sacristía, el niño quedó como extasiado ante la imagen de San Bartolomé, y, al salir el fraile acompañado de su madre y pararse junto al niño dijo éste que le gustaba mucho el santo, agregando que él "haría uno como éste, pero si tuviera mi cuchillo". Le regaló el cura una navaja y Luján quedó comprometido a hacerle un San Bartolomé, prometiéndole el sacerdote un regalo. Se vino Luján a su casa y cogió un trozo de madera de escobón; y a los quince días volvió con su preciosa copia del santo, pero tan exacta, con tanto parecido en los mínimos detalles, que el fraile exclamó. "esto no es cosa humana. Aquí está la mano de Dios". Y al momento cogió al niño y se fue con él al Cabildo de Las Palmas y le expuso lo ocurrido y el mismo Cabildo se ocupó de la educación del pequeño...
Pedro González Sosa

Hasta hace 70 años, cobijaba en su interior piezas tan importantes como el San Bartolomé, hecho por el anterior artista a principios del siglo XIX (1800 aprox.), y un San Antonio retocado en 1808 por Francisco Ponce. Como curiosidad, cabe destacar que contempló las promesas para expulsar las langostas de la isla, que desde bien temprano se produjeron, y que se figuraron simbólicamente en un exvoto de un cigarrón en plata a mediados del siglo XVIII. El edificio, a su vez, fue tanto víctima como beneficiado de las desamortizaciones liberales del XIX, pues con ellas no solo perdió sus rentas privadas, sino que ganó feligreses que acudieron a la compra de cercados en los montes.
Todo esto, siendo considerada ermita hasta 1915, cuando se le denomina por primera vez como: «Parroquia». Ha sido testigo de 387 años de devoción a su patrón homónimo, y ha sido deponente de las «fiestas de vecinos» que se celebran continuamente desde hace 262 años.
Fue una de las dos ermitas que habían en Moya hasta bien entrada la contemporaneidad. Es decir, hasta el siglo XIX.